# Școala de la Meri
Școala de la Meri este un film românesc din 1964 regizat de Jean Petrovici.